# Eucalyptus laeliae

Eucalyptus laeliae, eucalipto fantasma de los Montes Darling es una especie de eucalipto perteneciente a la familia de las mirtáceas.

## Descripción
Es un árbol de talla pequeña a mediana que crece solo en la ladera occidental de los  Montes Darling, en Australia Occidental.
La corteza es lisa, polvosa, usualmente blanca pero en otoño se torna amarillo mantequilla.
Las flores adultas son pedunculadas, alternadas, lanceoladas o falcadas de 17 × 2,5 cm, concolorosas, y verde opacas.
Las flores, blancas, aparecen en verano.

## Taxonomía
Eucalyptus laeliae fue descrita por Podger & Chippend.  y publicado en Journal of the Royal Society of Western Australia 51: 65. 1968.
Etimología
Eucalyptus: nombre genérico que proviene del griego antiguo: eû = "bien, justamente" y kalyptós = "cubierto, que recubre". En Eucalyptus L'Hér., los pétalos, soldados entre sí y a veces también con los sépalos, forman parte del opérculo, perfectamente ajustado al hipanto, que se desprende a la hora de la floración.
laeliae: epíteto